# Geheimbundroman
Der Geheimbundroman ist ein seit der zweiten Hälfte des 18. Jahrhunderts vor allem in der deutschen Literatur bekanntes und populäres  Genre des Romans, das sich als Nebenform der Abenteuer-Schauerromane entwickelt hat. Das Genre entstand im Nachfeld der Aufklärung, in einer Zeit, in welcher tatsächlich eine Vielzahl von Geheimbünden, -gesellschaften und -orden in Erscheinung trat, und erreichte seinen vorläufigen Höhepunkt in den Jahrzehnten zwischen Französischer Revolution und Vormärz. Vor allem die Erfahrung der Revolution in Frankreich – die von manchen als durch Geheimbünde gesteuert wahrgenommen wurde – barg ein unglaubliches Imaginationspotenzial in sich, das den Anstoß zur literarischen Beschäftigung mit den Geheimbünden der Zeit gab.
Der Geheimbundroman greift diese Imagination über das wahre Sein der Dinge auf. Ähnlich wie die sich zur selben Zeit entwickelnden Räuber- und Kriminalromane gewinnt der Geheimbundroman seine Spannung aus der Auseinandersetzung mit Geheimnis, Verbrechen und Verschwörung, mit denen der Held konfrontiert ist.

## Entstehung
Friedrich Schiller, der bereits zuvor in den Dramen Die Verschwörung des Fiesco zu Genua (1782) und Don Karlos (1787) die Themen Verschwörung und Intrige bearbeitet hatte, veröffentlichte von 1787 bis 1789 in der Thalia seinen zeitlebens einzigen Roman, Der Geisterseher. Aus den Papieren des Grafen von O**. Mit diesem Werk gilt Schiller als ein wesentlicher Begründer des Genres; seine Elemente des Geheimnisvollen tauchen bei späteren Autoren immer wieder auf. Weitere wesentliche Pioniere des Genres sind Wilhelm Friedrich von Meyern mit Dya-Na-Sore oder Die Wanderer (1787) und Carl Friedrich August Grosse mit Der Genius. Aus den Papieren des Marquis C* von G** (1792), letzterer aber schon stark von Schiller beeinflusst. In rascher Nachfolge entstanden viele weitere Titel, u. a. Heinrich Zschokkes Geheimbundromane Abällino der große Bandit (1793) und Die schwarzen Brüder (1795) und Christian August Vulpius’ Aurora (1794), mit denen das Genre allmählich in die – so genannte – Trivialliteratur abzusinken beginnt.
Etliche Werke der romantischen Literatur, so die frühen Romane Ludwig Tiecks, Jean Pauls Die unsichtbare Loge (1793) und insbesondere E. T. A. Hoffmanns Novellensammlung Die Serapionsbrüder (1819/21) führten den Geheimbundroman ins 19. Jahrhundert. Zu einer eingehenden Gesellschaftsanalyse gestaltete Karl Gutzkow seinen Roman Die Ritter vom Geiste (1850) anhand des gleichnamigen Geheimbundes. Das Verschwörungsmotiv, das sich unter dem Eindruck der politischen Zeitverhältnisse auch mit dem Motiv der Tyrannenmordes vermischte, beeinflusste auch Achim von Arnims unvollendetes Die Kronenwächter (1817). Der Stoff war weiterhin produktiv; sowohl satirisch behandelt in Theodor Gottlieb von Hippels Kreuz- und Querzüge des Ritters A–Z (1794) über die Freimaurerei, dann auch im 20. Jahrhundert in der Jugendliteratur über die Zeit des Nationalsozialismus in Martin Selbers Die Grashütte (1967, westdeutsche Ausgabe unter dem Titel Geheimkurier A).